# PGC 10079
LEDA/PGC 10079 ist eine Spiralgalaxie im Sternbild Andromeda am Nordsternhimmel. Sie ist schätzungsweise 193 Millionen Lichtjahre von der Milchstraße entfernt und hat einen Durchmesser von etwa 95.000 Lichtjahren. Vom Sonnensystem aus entfernt sich das Objekt mit einer errechneten Radialgeschwindigkeit von näherungsweise 4.200 Kilometern pro Sekunde.

## Galaktisches Umfeld
| Nr. | Galaxie          | Alternativname          | Rek          | Dek          | Distanz/asec |
| --- | ---------------- | ----------------------- | ------------ | ------------ | ------------ |
| →   | LEDA/PGC 10079   | MCG +07-06-053          | 02h39m36.52s | +42d00m55.3s | 0            |
| 1   | LEDA/PGC 2194038 | 2MASX J02392913+4211324 | 02h39m29.11s | +42d11m32.4s | 642.40       |
| 2   | LEDA/PGC 2187707 | 2MASX J02394516+4150124 | 02h39m45.20s | +41d50m12.8s | 650.19       |
| 3   | LEDA/PGC 2187534 | 2MASX J02394141+4149354 | 02h39m41.41s | +41d49m35.8s | 681.12       |
| 4   | LEDA/PGC 2188812 | 2MASX J02402964+4154010 | 02h40m29.63s | +41d54m01.3s | 721.78       |
| 5   | LEDA/PGC 2188118 | 2MASX J02384568+415138  | 02h38m45.67s | +41d51m38.3s | 794.89       |